# Morda
Morda est un village du Shropshire, en Angleterre.

## Source
- (en) Cet article est partiellement ou en totalité issu de l’article de Wikipédia en anglais intitulé « Morda » (voir la liste des auteurs).